# Yaylabayır, Sındırgı
Yaylabayır là một thị trấn thuộc huyện Sındırgı, tỉnh Balıkesir, Thổ Nhĩ Kỳ. Dân số thời điểm năm 2010 là 1.212 người.